# Jungle Brothers

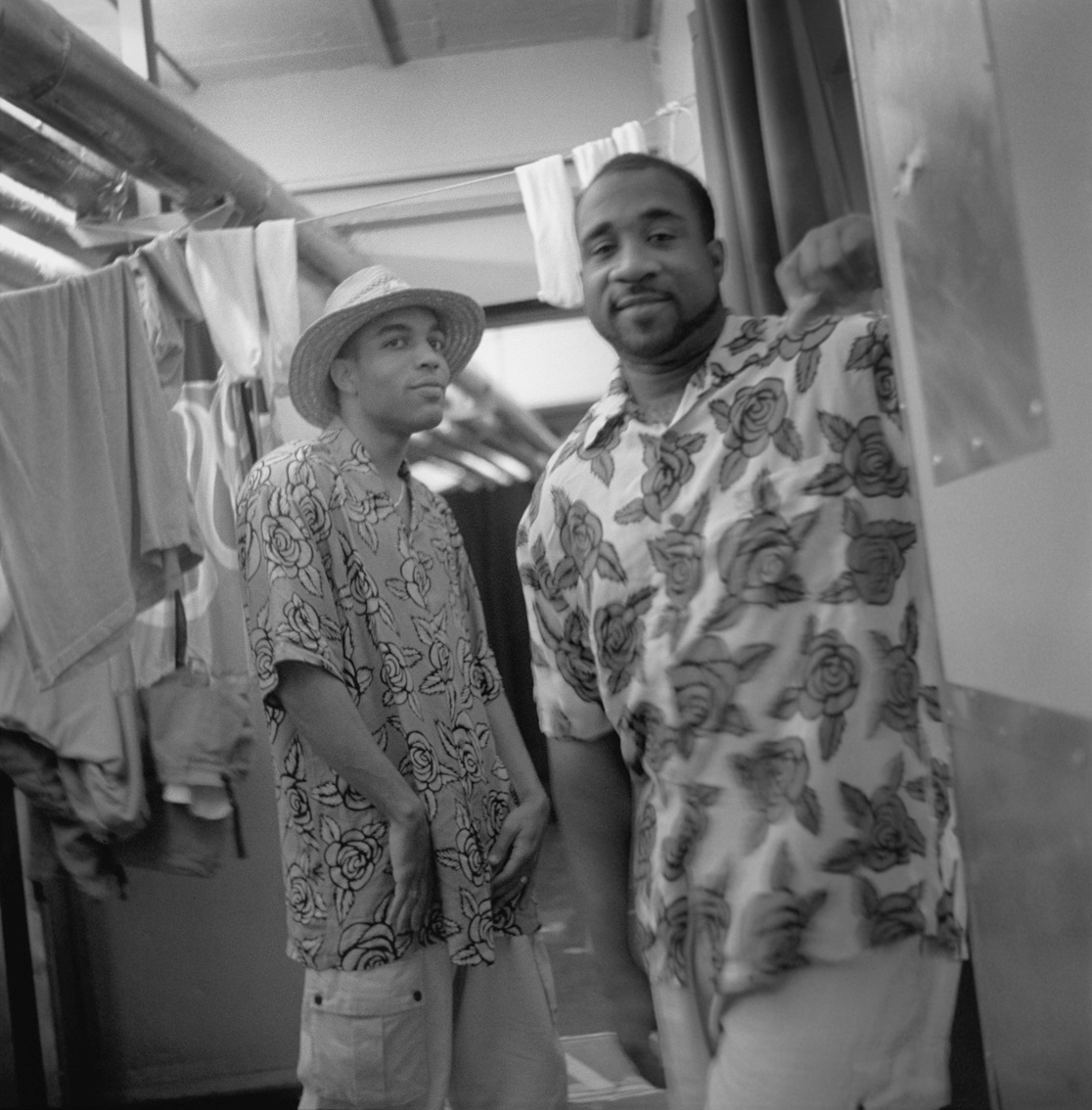
Die Jungle Brothers in Hamburg, 1999

Die Jungle Brothers sind ein Hip-Hop-Duo aus New York City, das Mitte der 1980er als Trio gegründet wurde. Sie gehören zu den Begründern der Native Tongues.
Die Gründungsmitglieder der Gruppe waren der DJ und MC Afrika Baby Bam aus Brooklyn, der als Nathaniel Hall geboren wurde und sich nach Afrika Bambaataa benannte, sowie MC Mike G. (Michael Small) und DJ Sammy B (Sammy Burwell), beide aus Harlem. Ihr erstes Album Straight Out the Jungle erschien 1988 auf einem kleinen Label. Auf dem Album wurden afrozentristische politische Texte über Samples aus Jazz, Rock, Soul, Reggae, Spirituals und Blues gelegt und in Zusammenarbeit mit dem Produzenten Todd Terry entstand ein House-Track. Viele der Innovationen der Jungle Brothers wurden in den folgenden Jahren von anderen Künstlern aufgegriffen.
1989 unterschrieb die Gruppe bei Warner Bros., die den Zweitling Done By the Forces of Nature herausbrachten. Das Album war tanzbarer und melodischer als das Debüt und die Texte waren noch mehr von ihren politischen Ideen geprägt. 
Nach vier Jahren ohne Veröffentlichung erschien 1993 J. Beez wit the Remedy, das ursprünglich Crazy Wisdom Masters heißen sollte. Für ihr 97er Album Raw Deluxe unterschrieben die Jungle Brothers dann beim britischen Label Gee Street, auf dem auch V.I.P. (2000) und All that We Do (2002) erschienen. Letztes wurde von Todd Terry produziert und beinhaltet Techno- und Drum-and-Bass-Einflüsse. 2003 erschien You In My Hut Now bei ZYX. 

## Diskografie

### Studioalben
| Jahr | Titel                        | Höchstplatzierung, Gesamtwochen, AuszeichnungChartplatzierungen (Jahr, Titel, Platzierungen, Wochen, Auszeichnungen, Anmerkungen) | Höchstplatzierung, Gesamtwochen, AuszeichnungChartplatzierungen (Jahr, Titel, Platzierungen, Wochen, Auszeichnungen, Anmerkungen) | Anmerkungen                            |
| Jahr | Titel                        | DE | UK | Anmerkungen                            |
| ---- | ---------------------------- | --- | --- | -------------------------------------- |
| 1988 | Straight out the Jungle      | — | — | Erstveröffentlichung: Juli 1988        |
| 1989 | Done by the Forces of Nature | — | UK41 (3 Wo.)UK | Erstveröffentlichung: 7. November 1989 |
| 1993 | J. Beez wit the Remedy       | — | — | Erstveröffentlichung: 22. Juni 1993    |
| 1997 | Raw Deluxe                   | — | UK94 (1 Wo.)UK | Erstveröffentlichung: 3. Juni 1997     |
| 2000 | V.I.P.                       | — | — | Erstveröffentlichung: 4. Januar 2000   |
| 2002 | All That We Do               | — | — | Erstveröffentlichung: 29. Oktober 2002 |
| 2006 | I Got You                    | — | — | Erstveröffentlichung: 13. März 2006    |
| 2020 | Keep It Jungle               | — | — | Erstveröffentlichung: 17. April 2020   |

### Kompilationen
- 2000: Beyond This World: Best & Rare
- 2005: This Is... Jungle Brothers

### Singles
| Jahr | Titel Album                                                      | Höchstplatzierung, Gesamtwochen, AuszeichnungChartplatzierungen (Jahr, Titel, Album, Platzierungen, Wochen, Auszeichnungen, Anmerkungen) | Höchstplatzierung, Gesamtwochen, AuszeichnungChartplatzierungen (Jahr, Titel, Album, Platzierungen, Wochen, Auszeichnungen, Anmerkungen) | Anmerkungen                        |
| Jahr | Titel Album                                                      | DE | UK | Anmerkungen                        |
| ---- | ---------------------------------------------------------------- | --- | --- | ---------------------------------- |
| 1988 | Because I Got It Like That Straight out the Jungle               | — | UK32 (3 Wo.)UK | Erstveröffentlichung: 1988         |
| 1988 | I’ll House You Straight out the Jungle                           | — | UK22 (5 Wo.)UK | Erstveröffentlichung: 1988         |
| 1989 | Black Is Black / Straight out the Jungle Straight out the Jungle | — | UK72 (2 Wo.)UK | Erstveröffentlichung: 1989         |
| 1990 | What U Waitin’ 4 Done by the Forces of Nature                    | — | UK35 (5 Wo.)UK | Erstveröffentlichung: 1990         |
| 1990 | Doin’ Our Own Dang Done by the Forces of Nature                  | — | UK33 (6 Wo.)UK | Erstveröffentlichung: 1990         |
| 1995 | Who Could It Be? The Rebirth Of Cool Six                         | — | UK99 (1 Wo.)UK | Erstveröffentlichung: 1995         |
| 1997 | Brain Raw Deluxe                                                 | — | UK52 (2 Wo.)UK | Erstveröffentlichung: 1997         |
| 1997 | Jungle Brother Raw Deluxe                                        | — | UK18 (7 Wo.)UK | Erstveröffentlichung: 1997         |
| 1998 | I’ll House You ’98 –                                             | — | UK26 (7 Wo.)UK | Erstveröffentlichung: 1998         |
| 1999 | V.I.P.                                                           | DE85 (4 Wo.)DE | UK28 (3 Wo.)UK | Erstveröffentlichung: 1999         |
| 1999 | Get Down V.I.P.                                                  | — | UK52 (2 Wo.)UK | Erstveröffentlichung: 1999         |
| 2000 | Freakin’ You V.I.P.                                              | — | UK70 (1 Wo.)UK | Erstveröffentlichung: 6. März 2000 |
| 2004 | Breathe Don’t Stop –                                             | — | UK21 (5 Wo.)UK | Erstveröffentlichung: 2004         |

Weitere Singles
- 1987: Jimbrowski
- 1988: On the Run
- 1989: Beyond This World
- 1993: 40 Below Trooper
- 1993: On the Road Again (My Jimmy Weighs a Ton)
- 1996: How Ya Want It (We Got It)
- 2002: You in My Hut Now
- 2002: Do Your Thing
- 2005: Beats on a String